# Mitar Ćuković
Mitar Ćuković (in serbo Митар Ћуковић?; Castelnuovo, 6 aprile 1995) è un calciatore montenegrino, difensore del Jezero.

## Carriera
Dopo aver giocato a lungo tra la massima serie montenegrina e quella serba, il 3 febbraio 2022 ha firmato con il Panevėžys, formazione della massima serie lituana.

## Statistiche

### Presenze e reti nei club
Statistiche aggiornate al 10 febbraio 2022.
| Stagione                 | Squadra                  | Campionato               | Campionato | Campionato | Coppe nazionali | Coppe nazionali | Coppe nazionali | Coppe continentali | Coppe continentali | Coppe continentali | Altre coppe | Altre coppe | Altre coppe | Totale | Totale |
| Stagione                 | Squadra                  | Comp                     | Pres       | Reti       | Comp            | Pres            | Reti            | Comp               | Pres               | Reti               | Comp        | Pres        | Reti        | Pres   | Reti   |
| ------------------------ | ------------------------ | ------------------------ | ---------- | ---------- | --------------- | --------------- | --------------- | ------------------ | ------------------ | ------------------ | ----------- | ----------- | ----------- | ------ | ------ |
| 2015-gen. 2016           | Petrovac                 | 1.CFL                    | 7          | 0          | CM              | 2               | 0               |                    | -                  | -                  |             | -           | -           | 9      | 0      |
| gen.-giu. 2016           | Lovćen                   | 1.CFL                    | 9          | 0          | CM              | 0               | 0               |                    | -                  | -                  |             | -           | -           | 9      | 0      |
| 2016-2017                | Lovćen                   | 1.CFL                    | 14         | 0          | CM              | 4               | 0               |                    | -                  | -                  |             | -           | -           | 18     | 0      |
| Totale Lovćen            | Totale Lovćen            | Totale Lovćen            | 23         | 0          |                 | 4               | 0               |                    | -                  | -                  |             | -           | -           | 27     | 0      |
| 2017-2018                | Proleter Novi Sad        | 1L                       | 22         | 0          | CS              | 1               | 0               |                    | -                  | -                  |             | -           | -           | 23     | 0      |
| 2018-2019                | Proleter Novi Sad        | SL                       | 23         | 0          | CS              | 0               | 0               |                    | -                  | -                  |             | -           | -           | 23     | 0      |
| Totale Proleter Novi Sad | Totale Proleter Novi Sad | Totale Proleter Novi Sad | 45         | 0          |                 | 1               | 0               |                    | -                  | -                  |             | -           | -           | 46     | 0      |
| 2019-2020                | Napredak Kruševac        | SL                       | 17         | 0          | CS              | 1               | 0               |                    | -                  | -                  |             | -           | -           | 18     | 0      |
| 2020-2021                | Napredak Kruševac        | SL                       | 23         | 1          | CS              | 2               | 0               |                    | -                  | -                  |             | -           | -           | 25     | 1      |
| 2021-feb. 2022           | Napredak Kruševac        | SL                       | 15         | 1          | CS              | 2               | 0               |                    | -                  | -                  |             | -           | -           | 17     | 1      |
| Totale Napredak Kruševac | Totale Napredak Kruševac | Totale Napredak Kruševac | 55         | 2          |                 | 5               | 0               |                    | -                  | -                  |             | -           | -           | 60     | 2      |
| 2022                     | Panevėžys                | A                        | 0          | 0          | CL              | 0               | 0               | UECL               | 0                  | 0                  |             | -           | -           | 0      | 0      |
| Totale carriera          | Totale carriera          | Totale carriera          | 130        | 2          |                 | 12              | 0               |                    | 0                  | 0                  |             | -           | -           | 142    | 2      |

## Palmarès

### Club

#### Competizioni nazionali
- Prva Liga Srbija: 1

Proleter Novi Sad: 2017-2018